# Liste de scientifiques et inventeurs afro-américains
Cette page a pour but de lister les scientifiques, inventeurs et inventrices Afro-Américains,.

## Liste alphabétique des scientifiques et inventeurs afro-américaines et afro-américains.

### A
- Nelson Adams (en)
- Rexford S. Ahima (en)
- George Edward Alcorn Jr.
- Archie Alexander (en)
- Claudia Alexander
- Harold Amos (en)
- Michelle Amos (en)
- Gloria Long Anderson
- Oluwatoyin Asojo

### B
- June Bacon-Bercey
- Leonard C. Bailey (en)
- Charles S.L. Baker (en)
- Alice Ball
- Garnet Baltimore (en)
- Benjamin Banneker
- Janet Emerson Bashen (en)
- Patricia Bath
- Andrew Jackson Beard (en)
- Marie A. Bernard (en)
- Leonidas Berry (en)
- Matilene Berryman (en)
- Frederic Bertley (en)
- Albert Turner Bharucha-Reid (en)
- David Blackwell
- Henry Blair (en)
- Bessie Blount Griffin (en)
- Guion Bluford
- Phyllis Bolds (en)
- Sarah Boone
- Edward Bouchet (en)
- Otis Boykin
- Kobie Boykins (en)
- Sylvia Bozeman
- Benjamin Bradley (en)
- St. Elmo Brady (en)
- Robert Henry Bragg Jr. (en)
- Herman Branson
- Randolph Bromery (en)
- Carolyn Brooks (en)
- Charles B. Brooks (en)
- Emery N. Brown (en)
- Henry L. Brown (en)
- Marie Van Brittan Brown (en)
- Joy Buolamwini
- Marie Van Brittan Brown (en)

### C
- George Robert Carruthers
- George Washington Carver
- Etosha Cave (en)
- Emmett Chappelle (en)
- William Henry Cling (en)
- Carla Cotwright-Williams
- Alfred L. Cralle (en)
- David Crosthwait (en)
- George Crum

### D
- Marie Maynard Daly
- Christine Darden
- Sharon K. Davis (en)
- William Conan Davis (en)
- Chesta Dillard Dean (en)
- Mark Dean
- James Derham
- Paulette Dillard (en)
- Charles Drew

### E
- Annie Easley
- Cecile Hoover Edwards
- Scott V. Edwards (en)
- Eilaf Egap (en)
- Ellen Eglin (en)
- Joycelyn Elders
- Thomas Elkins (en)
- Clarence Ellis (en)
- Ted Ellis (artist) (en)
- Philip Emeagwali
- Anna Epps (en)
- Jeanette Epps
- Michele K. Evans (en)

### F
- Jack Felder (en)
- Lloyd Noel Ferguson (en)
- Evelyn J. Fields (en)
- Robert F. Flemming Jr. (en)
- Evan Forde (en)
- Gwendolyn Wilson Fowler (en)
- Yvette Francis-McBarnette (en)
- Rhonda Franklin (en)
- Njema Frazier (en)
- A. Oveta Fuller (en)

### G
- Sylvester James Gates
- Juan E. Gilbert (en)
- Gloria Ford Gilmer
- Mack Gipson (en)
- Sarah E. Goode (en)
- Loney Gordon (en)
- Meredith Gourdine
- Rhea Lydia Graham (en)
- Joseph L. Graves (en)
- Hadiyah-Nicole Green
- Kevin Greenaugh (en)
- Willetta Greene-Johnson (en)
- Bettye Washington Greene

### H
- Betty Harris (scientist) (en)
- Kerry S. Harris (en)
- Mary Styles Harris (en)
- Michael C. Harvey (en)
- Rebecca Hasson (en)
- Hamilton Hatter (en)
- Walter Lincoln Hawkins (en)
- Tyrone Hayes
- Karmella Haynes
- Warren Elliot Henry
- Mary Elliott Hill
- Jane Hinton (en)
- John E. Hodge (en)
- Kerrie Holley (en)
- John Hopps (en)
- Jacqueline Hughes-Oliver

### I
- Nia Imara (en)
- Charles Lee Isbell, Jr. (en)
- Jedidah Isler (en)

### J
- Deborah Jackson (en)
- Fatimah Jackson (en)
- Mary Jackson
- Shirley Ann Jackson
- William M. Jackson (en)
- Moriba Jah (en)
- Mary James (en)
- Jami Valentine (en)
- Erich Jarvis
- Mae Jemison
- Thomas L. Jennings (en)
- Jesse Jarue Mark (en)
- John Johnson
- Katherine Johnson
- Lonnie Johnson
- Michael Johnson (d)
- Raymond L. Johnson (en)
- Camara Phyllis Jones (en)
- Marjorie Joyner (en)
- Anna Johnson Julian (en)
- Percy Lavon Julian
- Ernest Everett Just

### K
- Sinah Estelle Kelley (en)
- Mary Kenner
- Angie Turner King
- Ruth G. King (en)
- Rick Kittles (en)
- Genevieve M. Knight
- Lawrence H. Knox (en)

### L
- Cato T. Laurencin (en)
- Lewis Howard Latimer
- Margaret Morgan Lawrence
- Jerry Lawson
- James Raymond Lawson (en)
- Danielle N. Lee (en)
- Robert Benjamin Lewis (en)
- Ruth Smith Lloyd (en)
- Dawn Lott
- Frederick J. Loudin (en)
- Sophie Lutterlough (en)
- Beebe Steven Lynk (en)

### M
- Dorothy McFadden Hoover
- Iris Mack (en)
- Madam C.J. Walker
- Yvonne Maddox (en)
- Ronald Mallett
- John Mallette (en)
- Annie Malone (en)
- Anna Mangin (en)
- Audrey F. Manley (en)
- Brandeis Marshall (en)
- Walter E. Massey (en)
- Jessica O. Matthews (en)
- Jan Ernst Matzeliger
- Stephen L. Mayo (en)
- Walter McAfee (en)
- Elijah McCoy
- Henry Cecil McBay (en)
- James McLurkin (en)
- Ronald McNair
- Thomas Mensah
- Juanita Merchant (en)
- Ronald Mickens
- Alexander Miles (en)
- Warren F. (Pete) Miller Jr. (en)
- Ben Montgomery (en)
- Ruth Ella Moore (en)
- Garrett A. Morgan

### N
- National Society of Black Physicists
- Homer Neal (en)
- Ann T. Nelms (en)
- Nawal M. Nour (en)
- Lyda D. Newman (en)

### O
- Olufunmilayo Olopade

### P
- Alice H. Parker (en)
- Carolyn Parker
- John P. Parker (en)
- Louis Pendleton (en)
- Audrey S. Penn (en)
- Arlie Petters
- Dorothy J. Phillips
- Derrick Pitts
- William Plummer (en)
- Hildrus Poindexter (en)
- Amina Pollard (en)
- Kristala Jones Prather (en)
- Chanda Prescod-Weinstein
- Jessie Isabelle Price (en)
- Sian Proctor
- William B. Purvis (en)
- Ruby Puryear Hearn (en)

### Q
- Lloyd Quarterman (en)

### R
- Mary Logan Reddick (en)
- Judy W. Reed (en)
- Clarice Reid (en)
- Norbert Rillieux
- Larry Robinson (chemist) (en)
- Renã A. S. Robinson (en)
- Willie Rockward (en)
- Griffin P. Rodgers (en)
- Melba Roy Mouton
- Jesse Russell (en)

### S
- Henry Sampson
- Cheryl L. Shavers (en)
- J. Marshall Shepherd (en)
- Milton Dean Slaughter (en)
- Winston Wole Soboyejo (en)
- Richard Spikes
- Lonnie Standifer (en)
- Adrienne Stiff-Roberts (en)
- James H. Stith (en)

### T
- Marie Taylor (en)
- Kaya Thomas (en)
- Valerie Thomas
- Vivien Thomas
- Walter R. Tucker Jr. (en)
- Charles Henry Turner
- Madeline Turner (en)
- Neil deGrasse Tyson

### V
- Powtawche Valerino (en)
- Dorothy Vaughan

### W
- Arthur B. C. Walker Jr.
- Erica N. Walker
- Chelsea Walton
- Jessica Ware
- Warren M. Washington
- Suzanne Weekes
- Gladys West
- James Edward Maceo West (en)
- Herman Brenner White (en)
- Lisa White (en)
- J. Ernest Wilkins Jr. (en)
- Marguerite Williams
- Daniel Hale Williams
- Reva Williams (en)
- Scott W. Williams (en)
- Joseph Winters (en)
- Granville Woods

### Y
- Roger Arliner Young